# Tibetamara
Tibetamara (лат.) — подрод жуков-тускляков из семейства жужелиц и подсемейства харпалин (Harpalinae). Китай (включая Тибет) и возможно Северная Корея.

## Описание
Тело коренастое, довольно крупное (10—11 мм), темное; усики одноцветные, красноватые. Голова имеет две надглазничные поры; ментумный зуб хорошо развит, двузубый. Подрод демонстрирует некоторые особенности, уникальные для Amara: очень короткий правый парамер гениталий с простым кончиком и группы длинных волосков на плантарной поверхности лапок.

## Систематика
Подрод был впервые выделен в 2021 году российскими колеоптерологами Кириллом Макаровым (Москва) и Юрием Сундуковым (Владивосток) на основании типового вида Amara validula Tschitscherin, 1899, описанного русским энтомологом Тихоном Сергеевичем Чичериным (1869—1904), ранее входившего в состав подрода Bradytus.
Bradytus, в который ранее входил A. validula, отличается от Tibetamara наличием бороздки на правой стороне срединной доли эдеагуса, маргинацией на простернальном межкоксальном отростке, наличием пунктированной области или глубокой ямки в середине проторакса самца, меньшим количеством (1-3, редко 4) волосков на дорсальной стороне передних голеней и иным строением лапок. Curtonotus по внешним признакам сходен с подродами Bradytulus и Tibetamara. Подрод Tibetamara отличается от Curtonotus средними голенями самцов без выступа, правым парамером укороченным и относительно широким основанием пронотума.

## Распространение
Китай (включая Тибет, Ганьсу; Хубэй; Цзянсу; Цинхай; Сычуань; Чжэцзян) и Северная Корея (?). Авторы описания подрода отметили, что все регионы за пределами Тибета требуют подтверждения.